# وينكلر
وينكلر (بالإنجليزية: Winkler)‏ هي مدينة كندية تقع في إقليم مانيتوبا في كندا يبلغ عدد سكانها 13745 نسمة، مما يجعلها رابع أكبر مدينة في مانيتوبا وفقًا لتعداد كندا لعام 2021. تقع في جنوب مانيتوبا، وتحيط بها مقاطعة ستانلي، هي المركز الإقليمي للتجارة والزراعة والصناعة لانها تعتبر أكبر مدينة في وادي بمبينا. وينكلر هي ثالث مدينة في المنطقة من حيث معدل النمو بعد موردن وشتاينباخ.

## تاريخ المدينة
يعود تاريخ الاستيطان الأوروبي في منطقة وينكلر إلى عام 1876 عندما بدأ المينونايت الذين يتحدثون بلوتديتش في المنطقة المعروفة باسم "ويست ريسيرف"، والتي كانت مخصصة حصريًا لمينونايت الروس. غالبا ما كان المينونايت الأوائل جزءًا من مجتمعات شديدة التدين، لكنهم لم يؤسسوا كنائس طائفية. تأسست أول اخوة المينونيت الرسميين في عام 1888في بوروالدي، بالقرب من وينكلر كنتيجة للعمل التبشيري  للولايات المتحدة. كان أول وزير لها هو غيرهارد ويب.
في عام 1892 ، أسس فالنتاين وينكلر ، وهو رجل أعمال وسياسي في مجال الأخشاب كان يمتلك ويدير شركة الأخشاب الخاصة به في مدينة موردن المجاورة ، قرية وينكلر. نظرًا لأن العديد من عملاء وينكلر في مستوطنة Mennonite أرادوا منه بناء سوق في المنطقة المجاورة لهم ، فقد أقنع سكة حديد المحيط الهادئ الكندية ببناء طريق تحفيز على طول الحافة الشمالية الشرقية للمستوطنة حيث تم إنشاء وينكلر 

## تأسيسها كمدينة
في أوائل القرن العشرين، غادى عدد كبير من التجار اليهود والألمان وينكلر ، مما قلل عدد السكان فيها. ومع ذلك ، بعد الحرب العالمية الثانية ، ازداد عدد سكان القرية وفي 7 أبريل 1954 ، اختيرت وينكلر كمدينة.

## الجغرافيا والمناخ
تقع وينكلر في الطرف الغربي لوادي النهر الأحمر، على بعد 20 كم (12 ميل) شمال معبر الحدود بين كندا والولايات المتحدة في والهالا ، داكوتا الشمالية.
تقع وينكلر على ضفاف بحيرة أغاسيز التي تعود إلى عصور ما قبل التاريخ. تشكلت شواطئ البحيرة منذ أكثر من 10000 عام بواسطة جرف بيمبينا ، التي تقع على بعد أميال قليلة غرب وينكلر. يقع الشاطئ الثانوي المعروف باسم شاطئ إيمرادو غرب وينكلر.
تنقسم التربة الغنية بالمنطقة إلى قسمين يفصل بينهما شاطئ إيمرادو. التربة الطينية الرملية الخشنة إلى الغرب مناسبة للري وإنتاج البطاطس والذرة والفاصوليا. في المقابل ، في الشرق ، تنتج التربة الطينية ذات القوام الناعم بنجر السكر والفاصوليا وبذور اللفت والذرة والحبوب الصغيرة.
مناخ وينكلر قاري عادة ، مما يؤدي إلى شتاء بارد وجاف وصيف حار وجاف في كثير من الأحيان. تتراوح درجات الحرارة في الصيف بشكل عام من 20 إلى 30 درجة مئوية (68 إلى 86 درجة فهرنهايت) ، بينما يتراوح متوسط درجات الحرارة في الشتاء بين -15 إلى -25 درجة مئوية (5 إلى -13 درجة فهرنهايت). وبالتالي ، يمكن القول أن منطقة وينكلر تتمتع بمناخ جيد لإنتاج المحاصيل في مانيتوبا. تحظى وينكلر بمتوسط سنوي قدره 416 ملم (16.4 بوصة) من الأمطار (معظمها في الربيع والصيف) و 119.7 سم (47.1 بوصة) من الثلوج.

## الحكومة والسياسة
مجلس المدينة في وينكلر، مانيتوبا.
يحكم وينكلر عمدة وستة أعضاء مجلس ينتخبهم السكان. العمدة الحالي وينكلر هو مارتن هاردر. أعضاء مجلس مدينة وينكلر الحاليين هم نواب رؤساء البلديات هنري سيمنز ، ومارفن بيليت ، وأندرو فرويز ، ومايكل جرينير ، وكارينا بوكيرت ، ودون في.
ويمثل وينكلر في الجمعية التشريعية في مانيتوبا (كجزء من ركوب موردن وينكلر) من قبل المشرع المحافظ التقدمي كاميرون فريزين ، وفي مجلس العموم الكندي (كجزء من ركوب Portage-Lisager) من قبل كانديس بيرغن ، النائب المحافظ. هو.

## حضارة
يقع متحف بيمبينا ثريشيرمان على الطريق السريع 3 بين وينكلر وموردن. ويضم عدة مبان تاريخية تحيط بالقرية ، ومجموعة من الآلات الزراعية والأدوات والأجهزة المنزلية ، بالإضافة إلى غرفة معيشة.
المهرجان الرئيسي وينكلر هو مهرجان الحصاد ومعرض. أقيم في وينكلر بارك لاند في منتصف أغسطس ، ويتميز باستعراض ، في منتصف الطريق ، وترفيه مسرحي حي ، وألعاب نارية ، ومسابقات رعاة البقر وأكثر من ذلك. تقام احتفالات يوم كندا في الأول من يوليو في وينكلر بارك لاند. يقام مهرجان كريبل كريك الموسيقي في الرابع من يوليو.

## التعليم
يتكون نظام المدارس العامة في وينكلير من خمس مدارس ابتدائية: مدرسة وينكليرالابتدائية ، ومدرسة بارك لاند الابتدائية ، و JR Walk of School ، ومدرسة Emerald Centennial ، ومدرسة Pineridge الابتدائية ، ومدرستين ثانويتين ، وجامعة Garden Valley وجامعة Northlands Parkway ، تم الافتتاح في سبتمبر 2013 منذ يوليو 2005 ، كان هنالك ما يقارب 4121 طالبًا مسجلين في قسم مدرسة جاردن فالي.

## أعلام
- بايرون فرويز
- دي براندت
- لاري ديك